# Lohmannella nudipes
Lohmannella nudipes är en kvalsterart. Lohmannella nudipes ingår i släktet Lohmannella och familjen Halacaridae. Inga underarter finns listade i Catalogue of Life.